# 膨壓
膨壓（英語：turgor pressure）是細胞內推動細胞膜對細胞壁的力。
它也被稱為靜水壓（hydrostatic pressure、靜液壓、流體靜力壓），和更複雜地定義為流體測量的壓力，在平衡時自身產生。 通常，膨脹壓力是由水的滲透流引起的，並且發生在植物，真菌和細菌中。 在具有細胞壁的原生生物中也被觀察到這種現象。在動物細胞中看不到這種系統，看到細胞壁的缺失會導致細胞在過大的壓力下溶解。滲透水流所施加的壓力稱為膨脹度(turgidity)。 它是由水通過選擇性滲透膜的滲透流引起的。 通過半透膜的水的滲透流是當水從具有低溶質濃度的區域行進到具有較高溶質濃度的區域時。 在植物中，這需要水從細胞外的低濃度溶質移動到細胞的液泡中。

## 功用
- 提供植物細胞的支持力，使它能維持形狀。
- 草本植物由於缺少木本植物所擁有的堅硬木質素，故其支持力依賴膨壓。